# Volkstrachten der Kroaten

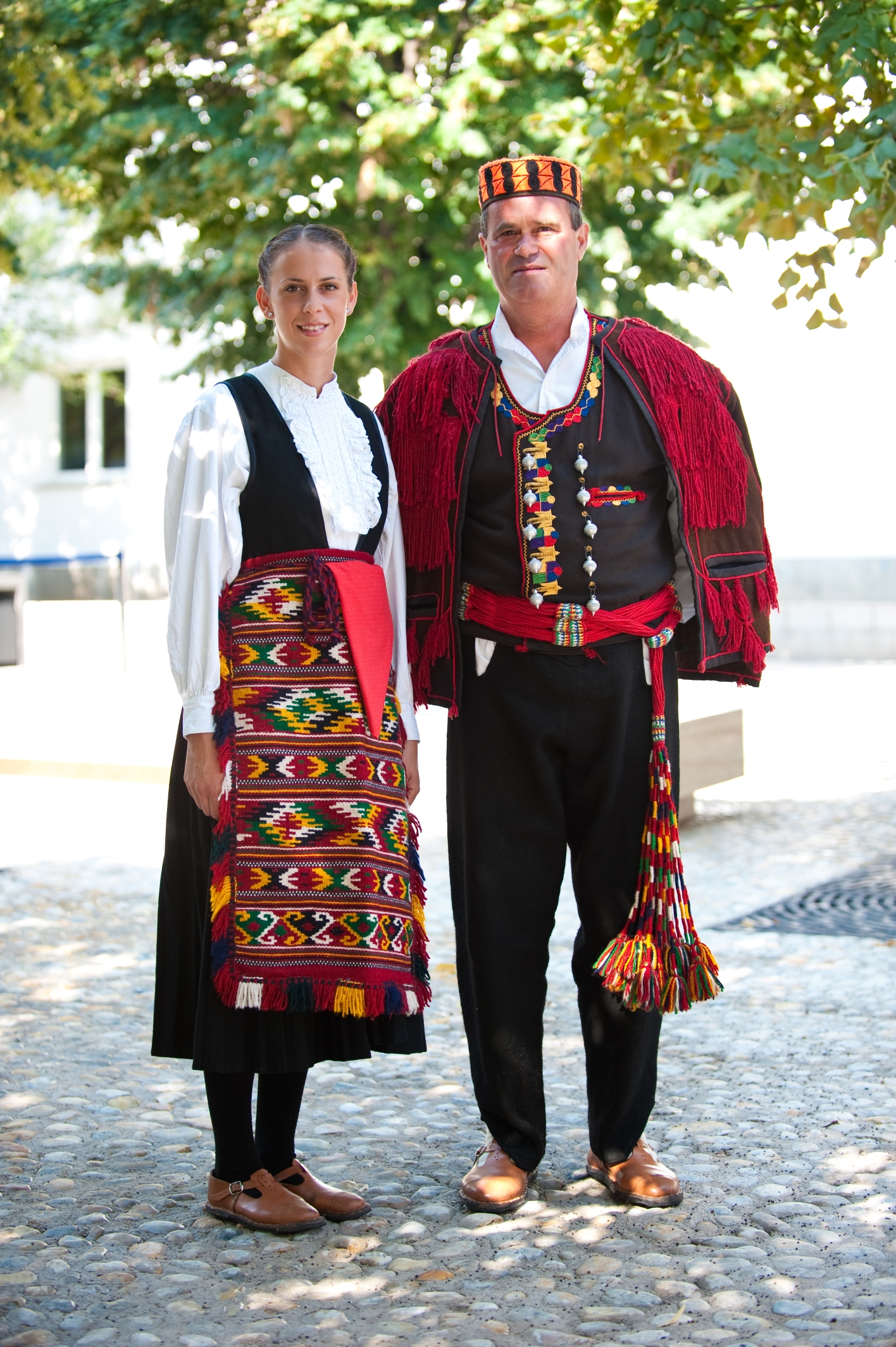
Volkstrachten aus Miljevci, nahe dem Nationalpark Krka (Südkroatien)

Die Volkstrachten der Kroaten spiegeln in ihrem Aussehen die kulturellen Eigenheiten ihrer Entstehungsgebiete und die gesellschaftliche Stellung der Person wider. Innerhalb des relativ kleinen angestammten Siedlungsgebietes der Kroaten gibt es eine ungewöhnlich große Vielfalt an Trachten. Diese sind unzertrennlich mit der Volksmusik und der Folklore sowie dem Lebensstil der jeweiligen Region verbunden.

## Geschichte

### Der venezianische Löwe und die Türken

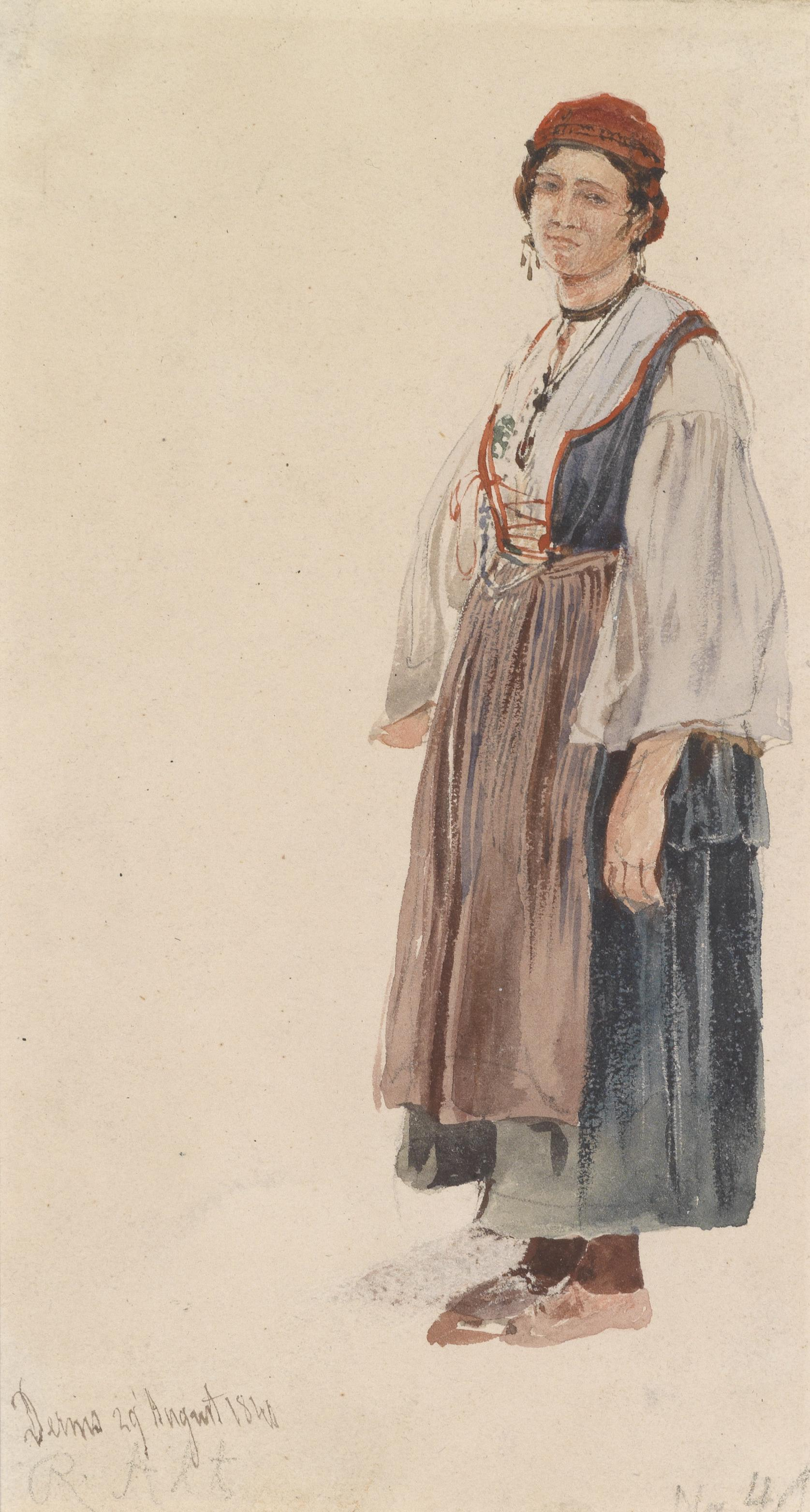
Adriatische Frauentracht von Drniš (Rudolf von Alt, 1840)

Noch bis zur 2. Hälfte des 19. Jahrhunderts war die Tracht kennzeichnend für die gesamte ländliche Bevölkerung. Auch bei der städtischen Bevölkerung, die ihr Geld mit der Landwirtschaft verdiente, war diese Art der Kleidung vorhanden.
Mitte des 19. Jahrhunderts aber beginnt sich das Bild in dieser doch breiten Schicht der Bevölkerung zu verändern. Die Männer vernachlässigen schrittweise ihre Volkstracht und bei den weiblichen Trachten treten immer mehr käufliche Stoffe, später auch immer stärker werdende Einflüsse der städtischen Kleidung auf dem traditionellen Gewand auf. Diese Veränderungen entstehen als logische Folge der sozialen und politischen Aufführung der „Moreška“ (Kampf der Helden) auf der Insel Korčula und den Geschehnissen in der Welt nach den revolutionären Umschwüngen, die das Europa Ende des 18. und in der ersten Hälfte des 19. Jahrhunderts erschütterten, was sich auch wesentlich auf das Gebiet Kroatiens auswirkte.
Die venezianische Großmacht wird gestürzt und mit ihr auch die Ordnung auf dem Großteil des kroatischen Küstengebietes, das einige Jahrzehnte unter der Gewalt des venezianischen Löwen stand. Auf der anderen Seite verliert die türkische Macht, die noch immer im Herzen der Balkanhalbinsel liegt, ihren Einfluss, sodass die Gegenden, die an das Osmanenreich grenzen, damit beginnen, freier und sorgloser zu leben. 1848 kommt es in Kroatien zur Abschaffung der Leibeigenschaft. Große Massen der ländlichen Bevölkerung befreien sich von ihren verschlossenen Lebensverhältnissen, in denen sie jahrhundertelang lebten und arbeiteten, und ihrer Untergebenheit gegenüber den Feudalherren.

### Abkehr von alten Traditionen
Nach der Abschaffung der Leibeigenschaft kommt es auch zum Zerfall der großen Familiengenossenschaften. Die Genossenschaften zählten einst einige zehn und sogar über hundert Mitbewohner. Alle Tätigkeiten wickelten sich organisiert aufgeteilt unter den zahlreichen Mitgliedern nach strengen, in der Tradition verankerten Regeln ab.
In einer solchen Lebensweise hatten die weiblichen  Mitglieder für die Ausarbeitung der Kleidung aller Mitbewohner zu sorgen. Das Gewand wurde generell in der autarken Gemeinschaft hergestellt, nur einige zusätzliche Teile wurden gekauft. Die Frauen kümmerten sich um den Anbau, die Herstellung und Verarbeitung der textilen Rohstoffe, um ihre Bearbeitung, Färbung, um das Weben leinener, tuchener und auch seidener Stoffe und schließlich auch um das Nähen und Dekorieren der Kleidung für alle Hausbewohner.
Diese wichtige Aufgabe konnten die Hausfrauen nach dem Zerfall der Familiengenossenschaften nicht mehr bewältigen. Sie hatten nicht mehr die Zeit und die Kraft zusätzlich zu den übrigen häuslichen und wirtschaftlichen Arbeiten auch noch diese Aufgabe auf sich zu nehmen. Deshalb kann man sagen, dass mit dem Zerfall der Familiengenossenschaften auch das Tragen der Volkstracht unvermeidlich zum Aussterben verurteilt war.
Dies war natürlich nicht der einzige Grund. Andere Gründe sind beispielsweise die Folgen des technologischen Fortschritts. Die Verkehrsverbindungen und der Kontakt zu Außenwelt außerhalb des engen Familienkreises wurden schneller und einfacher. Die Textilindustrie entwickelte sich, was auch einen Aufschwung für die Geschäfte mit sich brachte, die wiederum immer mehr Käufer in den ländlichen Gegenden für sich gewinnen.
Verständlich ist auch, dass die Volkstracht ihre letzte Phase nicht gleichzeitig auf dem gesamten Gebiet Kroatiens durchlebt. Im Küstengebiet Kroatiens bemerkt man den Verfall am Frühesten. Die Männer verlassen die Tracht üblicherweise sehr schnell, während die Frauentrachten normalerweise einige Übergangsphasen durchmachen und sich im täglichen Leben viel länger erhalten, in einigen bestimmten Gegenden und auf einigen Inseln sogar bis heute.
Dort wo man die Tracht noch trägt, verlor sie meist an Reinheit und Ursprünglichkeit, an der Schönheit der Ausführung und an der Vielfältigkeit der Form. Sie wird vorwiegend von älteren Menschen getragen und das heißt, dass sie nur noch in ihren bescheidensten Varianten in Gebrauch ist und dass sie gewöhnlich schon mit neueren, städtischen Elementen bestückt ist.

### Pannonische Tiefebene (Slawonien, Baranja)

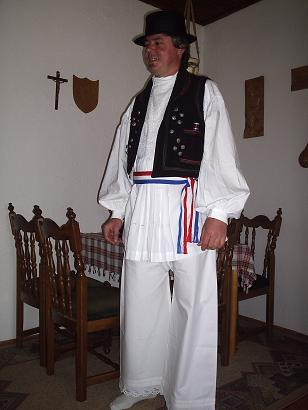
Pannonische Männertracht (Voćin, Slawonien)

Dieses Gebiet ist bekannt für seine überwiegend tiefliegenden Ebenen mit fruchtbarer Erde und Tracht aus der slawonischen Drauebene unübersichtlichen Eichenwäldern, die mit dem Wasser der Seen, Sümpfen und Flüssen getränkt werden. Diese unübersichtliche Ebene wird nur durch einzelne Gebirge und Hügelchen ein wenig aufgebäumt.
Solch ein Gebiet ist praktisch schon vorbestimmt für die Landwirtschaft, sodass sich hier Ackerbau als Hauptwirtschaftszweig entwickelte. Noch fast bis zu unserer Zeit wurde die Erde mit Hilfe von Ochsen, die den Pflug zogen, bearbeitet. Auf dieser fruchtbaren Erde wachsen alle Arten von Getreide, zusätzlich dazu noch Mais, Kartoffeln, Kohl, Rüben und andere Bodenprodukte.
Der Mensch züchtete hier Großvieh, das er zur Bearbeitung des Landes benötigte und von der er die Milch und das Fleisch weiterverwendete. Zusätzlich zum Rind war das Schwein ein wichtiges Tier für die Ernährung der Bevölkerung, vor allem in den niedrigeren, bewaldeten Teilen, wo es in großen Rudeln gezüchtet wurde und im Herbst auch in die Wälder gelassen wurde, um sich von den Eicheln zu ernähren.
Deshalb empfand die Bevölkerung im Norden Kroatiens generell keine Knappheit und lebte einigermaßen in Wohlstand. Diese Tatsache wirkt sich auch auf die Tracht aus, die dort reicher und mannigfaltiger ist, wo die Fülle größer ist. Aber auch der eingesetzte Fleiß und die Arbeit in der Produktion der Kleidungsstücke wirkten sich ebenso auf das Aussehen aus. (Junge Frau aus Slavonski Brod)
Wie auch die Ernährung der Bevölkerung im Allgemeinen von den Früchten der Erde abhing, so wurden die Rohstoffe für die Kleidung überwiegend von pflanzlichem Fasern hergestellt – aus Leinen und Hanf. Die Herren- wie auch die Frauentrachten dieser Gegend trug man als normales Gewand praktisch das ganze Jahr hindurch. Die Gewänder wurden nicht zugeschnitten, sondern man setzte die geraden Leinenhälften zusammen und nähte sie miteinander am Saum zusammen. Die Ränder wurden daraufhin zu kleineren oder größeren festen Bäuschen zusammengelegt.

#### Hauptteile der Männertracht (Slawonien)
- a: Hemd (košulja „rubača, rubina“)
- b, c: Hose aus Leinen (platnene „gaće“)
- d: Leibchen, Jäckchen, Gilet, Weste („prsluk, lajbek“)

#### Teile der Frauentracht (Slawonien und Baranja)
- a1:       Kleid (košulja „rubina, odnjica“) von vorne
- a2:       selbiges von hinten
- b, c, d:  geteiltes Gewand
- b:        Frauenhemd (Bäuerinnenhemd, Achselkleid) („veliki oplećak“) – groß
- c:        Frauenhemd (Bäuerinnenhemd, Achselkleid) („mali oplećak“) – klein
- d:        Schoß, Schürze („rubina, skuti krila“)

### Dinarische Gebirgsregion (Lika, Herzegowina)

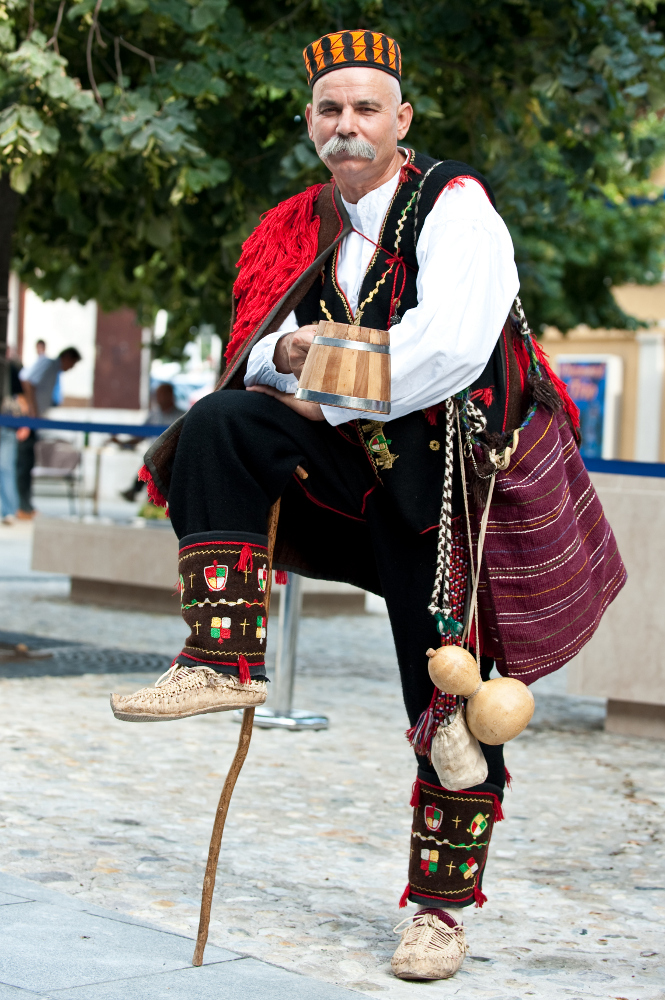
Dinarische Männertracht (Knin)

Das Gebiet der dinarischen Gebirgsregion erstreckt sich vom Nordwesten bis zum Südosten Kroatiens und beinhaltet auch den Großteil Bosnien-Herzegowinas und Montenegros. Es finden sich die typischen Anzeichen eines langgestreckten Karstgebietes: nackte Kalkfelsen, Talsenken, Höhlen, steil abfallende Flüsse, sowie Flüsschen mit kurzem Verlauf, die plötzlich unter der Erde verschwinden und an anderer Stelle wieder erscheinen, bevor sie wiederum in einen Fluss oder ins Meer fließen. In den Dolinen, Flussgebieten und Karstfeldern setzte sich die rote Erde, abgewaschen von den steilen Bergspitzen ab. Dies sind die einzigen Flächen, die zur Kultivierung von wenigstens einigen wenigen Bodenfrüchten, wie etwa Getreide, Kohl, Erbsen, Zwiebeln, Mais und Kartoffeln genutzt werden können.
Das gesamte Gebiet des dinarischen Gebirges war vor langer Zeit mit dichten Wäldern bedeckt, die der Mensch durch die Jahrhunderte immer mehr nutzte, verbrauchte und immer mehr zerstörte, sodass einige Teile heutzutage völlig nackt sind und nur noch die hellen Felsen hervorstechen. Dieser Tatsache trugen auch die vielen Schafe und Ziegen bei, die für die Bevölkerung in diesem Gebiet das wichtigste Lebewesen darstellten. Ohne diese Tiere wäre ein Überleben in diesem Gebiet unmöglich gewesen. Die Schafzucht datiert noch zurück bis zu den alten Illyrern und alle anderen Völker auf diesem Gebiet  mussten sich zwangsweise an diese Lebensweise anpassen, um zu überleben.
Auch wenn heutzutage der Großteil der Bevölkerung nicht mehr dieses nomadische oder halbnomadische Leben führt, so sieht man doch, dass nicht gerade ein Bedürfnis nach einem gemütlichen Heim besteht. Der Großteil des Haushalts ist auf irgendeine Weise nur improvisiert. Doch deshalb ist die Kleidung sehr zurechtgemacht mit außergewöhnlich feinen Verzierungen, viel Schmuck und Waffen. Für die Bevölkerung und ihre Lebensweise könnte der alte lateinische Spruch „omnia mea mecum porto“ („Ich trage alles bei mir.“) angewandt werden.
Es ist verständlich, dass die schafzüchtende Bevölkerung dieses Gebietes für die Ausarbeitung ihrer Kleidung in erster Linie auch den Rohstoff verwendete, der ihnen am meisten verfügbar war, und das war Wolle. In der textilen Herstellung verwendete man Lamm- oder Schafswolle, während man das Geißhaar für Säcke und Leintücher, die in den wirtschaftlichen Arbeiten vonnöten waren, verwendete.

#### Teile der Männertracht
- a: Hemd (košulja)
- b: Hose (hlače, „benevreci“)
- c: Leibchen, Gilet, Weste (prsluk, „krožet“)
- d: Leibchen, Gilet, Weste (prsluk, „jačerma“)
- e: Jäckchen (kaput, „trlagan, kanparan, koret“)

#### Teile der Frauentracht
- a:   Leinenes Kleid (platnena „košulja“), zusammengesetzt aus:
- a1:  Frauenhemd (Bäuerinnenhemd, Achselkleid) („oplećka“) und
- a2:  Schoß („krila, skuta“)
- b:   Wollschürze (vunena „pregača“)
- c:   Kittel (über dem Kleid) (gornje sukneno ruho „aljina, suknja, modrina, bilača“)
- d:   Rock (über dem Kleid) (gornje sukneno ruho „sadak, zobun“)

### Adriatische Küsten- und Inselregion (Istrien, Dalmatien)
Das adriatische Gebiet schmiegt sich eng an das dinarische an, sodass es zwischen ihnen in der Konfiguration und der Zusammensetzung des Bodens keine Unterschiede gibt. Es kann auch keine bestimmte Grenze zwischen diesen zwei Gebieten gezogen werden. Man bezeichnet als das adriatische Gebiet nur den engen Küstenstreifen, der sich üblicherweise steil hinab in das Meeresblau stürzt und natürlich die tausenden Inseln, die wie ein dichter Kranz die östliche Adria begleiten.
Das Gebiet mit einem milden, kurzen Winter und einem langen, heißen Sommer zog viele Menschen an sich hier niederzulassen. Jedoch es gibt nur einige wenige Flächen, die bearbeitbar sind, sodass der Mensch sich die Felder selber schuf, mit unerschöpflichem Fleiß und eigenem Schweiß, ohne die Hilfe von irgendwelchen Hilfstieren, da diese für ein solches Terrain ungeeignet sind.
Man war schon froh, wenn man ein wenig Getreide für das tägliche Brot anbauen konnte. Vorwiegend ernährte man sich von den typischen Pflanzen des Mittelmeerraums, wie etwa Oliven, Wein und Feigen. Das wichtigste Tier war auch hier das Schaf. Alles andere musste gekauft werden, sodass sich hier der Handel mit den entferntesten Gebieten entlang Bevölkerung von Konavle im sommerlichen Gewand (Süddalmatien) des Mittelmeeres entwickelte. Wegen der stetigen Überfälle fremder Völker, wie etwa der Venezier oder der Osmanen zogen sich die Menschen auf die entferntesten Inseln, auf die Bergspitzen und die verstecktesten Winkel der Küste zurück. Man lebte in ununterbrochener Angst vor Überfällen und versuchte sich so gut wie möglich zu schützen und das nackte Leben zu retten. Nur wenn man dies alles bedenkt, kann man auch die verschiedenen Erscheinungen auf den Trachten begreifen.
Die Trachten auf diesem Gebiet waren im Allgemeinen auch von denen anderer mediterraner Völker, wie auch den Osmanen beeinflusst und die Stoffe sind leichter.

#### Teile der Männertracht (Insel Krk)
- a: Hemd (košulja „stomanja“)
- b: Hose (hlače „brageše“)
- c: Leibchen, Gilet, Weste (prsluk „koret“)
- d: Jäckchen (kaput „alja“)

#### Teile der Frauentracht (Istrien)

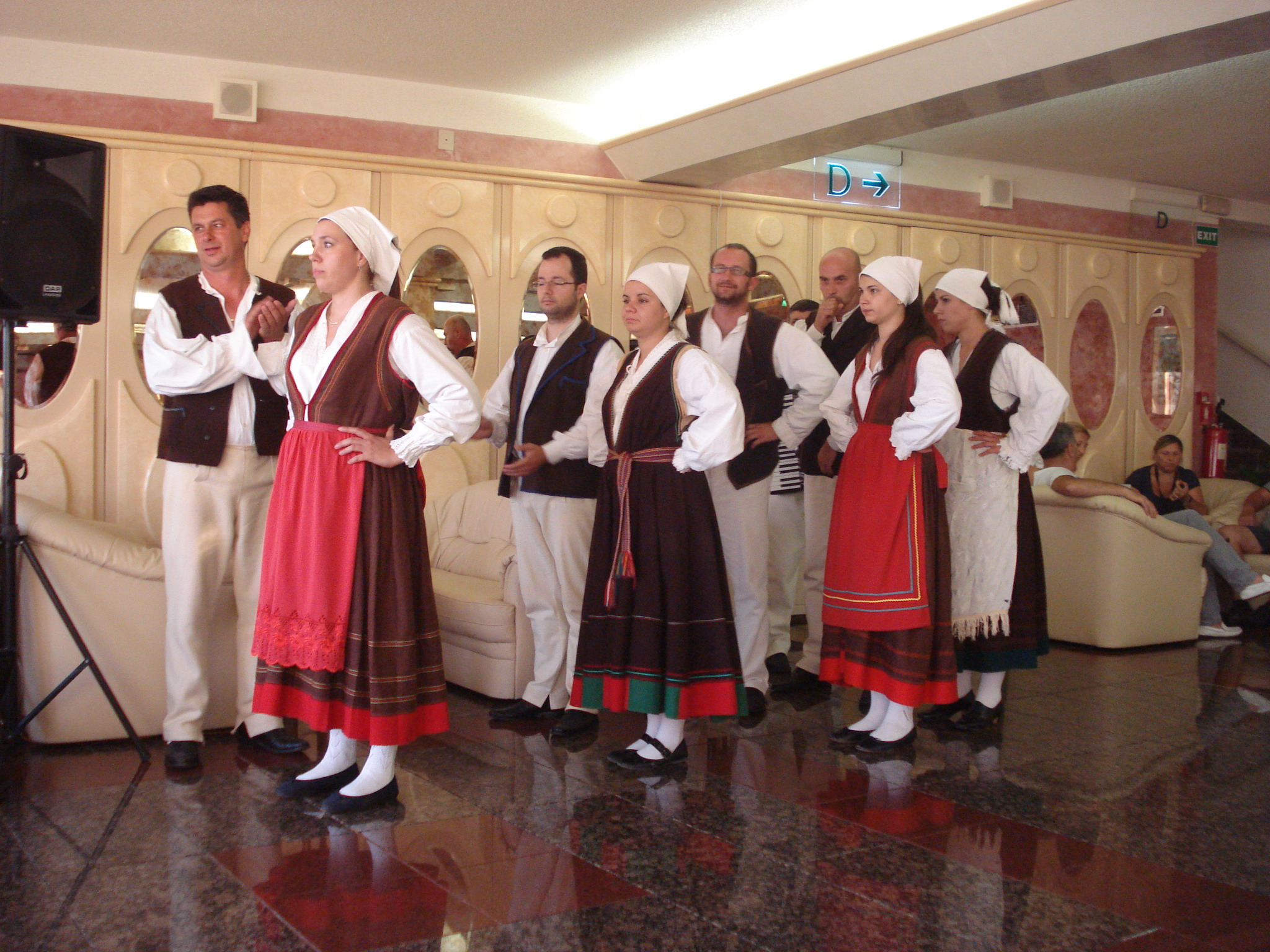
Istrien (Westkroatien)

- a:   Leinenes Kleid (platnena „košulja, stomanja“)
- b1: Oberes Gewand (gornje ruho „modrna“ na „skas“) aus Südistrien
- b2: Detailansicht des oberen Gewandes von hinten
- c:  Oberer Rock (gornje sukneno ruho suknja, „gogran, modrna na kline“)

## Europäischer Vergleich
Die kroatischen Trachten unterscheiden sich von den slowenischen, österreichischen, deutschen oder Schweizer Trachten doch sehr deutlich. Während die dortigen Trachten charakteristisch für das Gebiet der Alpen sind, wird bei der slowenisch-kroatischen Grenze hier ein relativ deutlicher kultureller Schnitt gemacht. Plötzlich dominiert das auffallende Weiß, kombiniert mit gänzlich andersartig entworfenen Gewändern das Bild.
Lederhosen, lange Socken bis hinauf zu den Knien oder etwa die typischen Hüte alpiner Trachten existieren bei den kroatischen Männertrachten nicht. Auch die Frauen kleiden sich völlig anders. Vergleicht man wiederum die kroatischen Trachten mit denen anderer Völker Europas, so bemerkt man doch sehr deutlich deren slawische Abstammung, also auch die Ähnlichkeit im Aussehen zu Trachten aus Ungarn, Polen, Tschechien oder etwa der Slowakei.

## Galerie

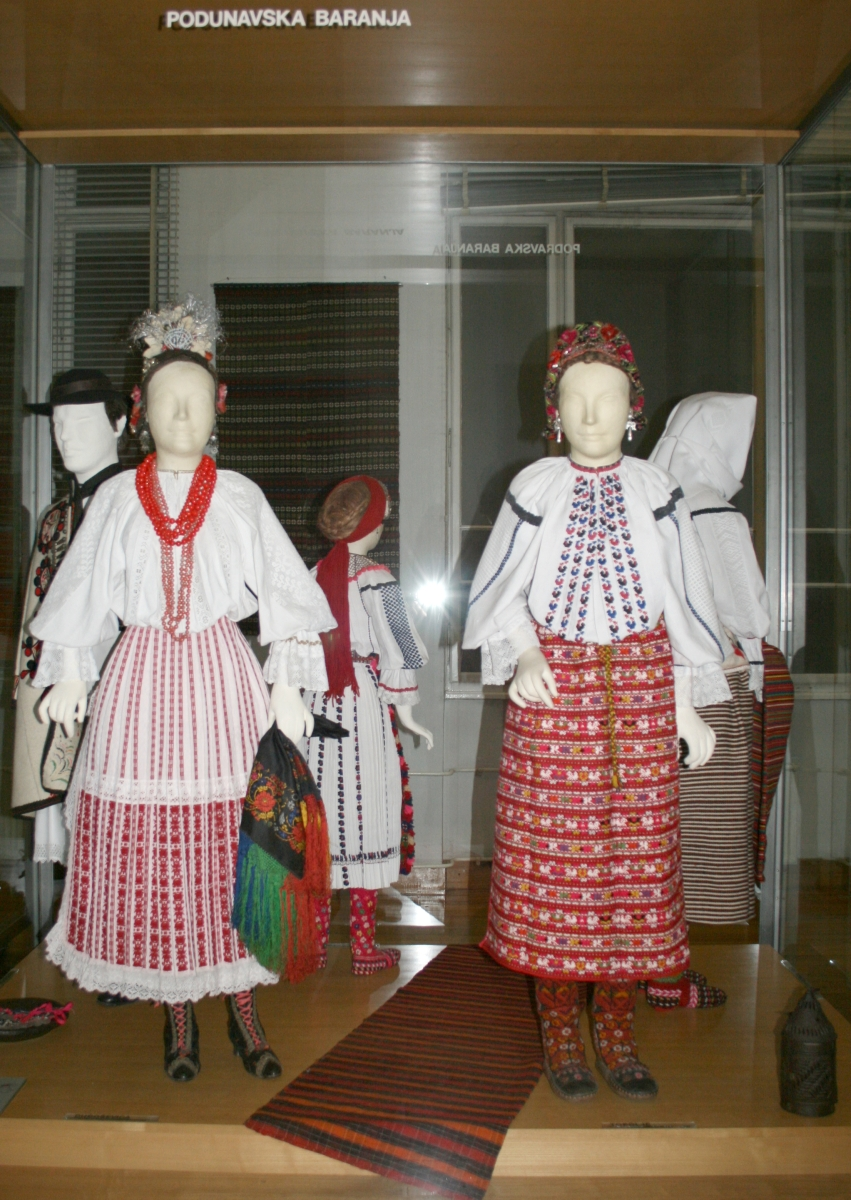
Baranja (Nordostkroatien)
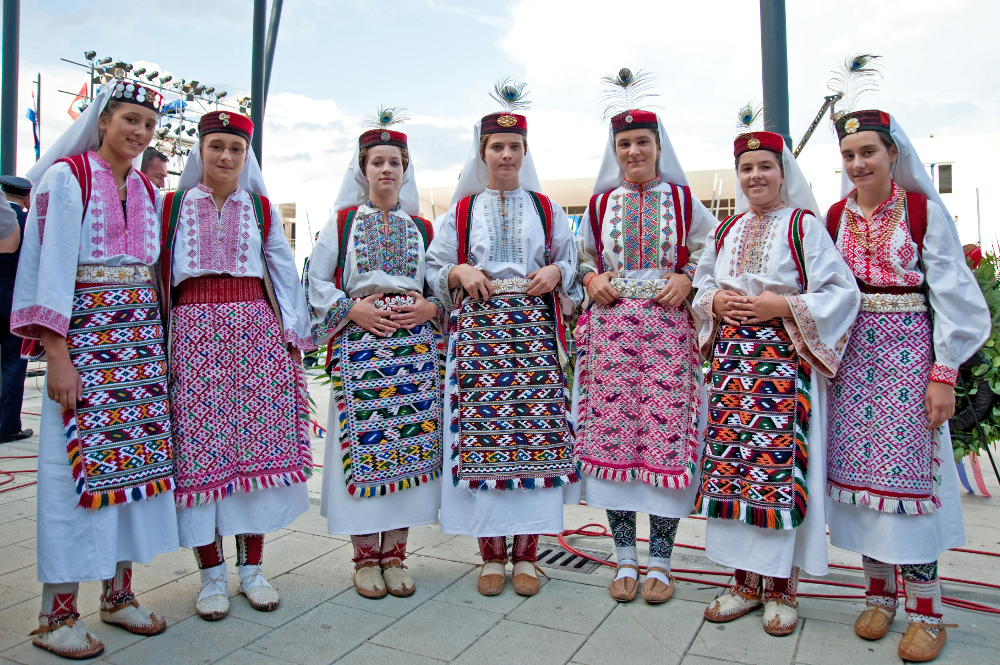
Vrlika (Südkroatien)
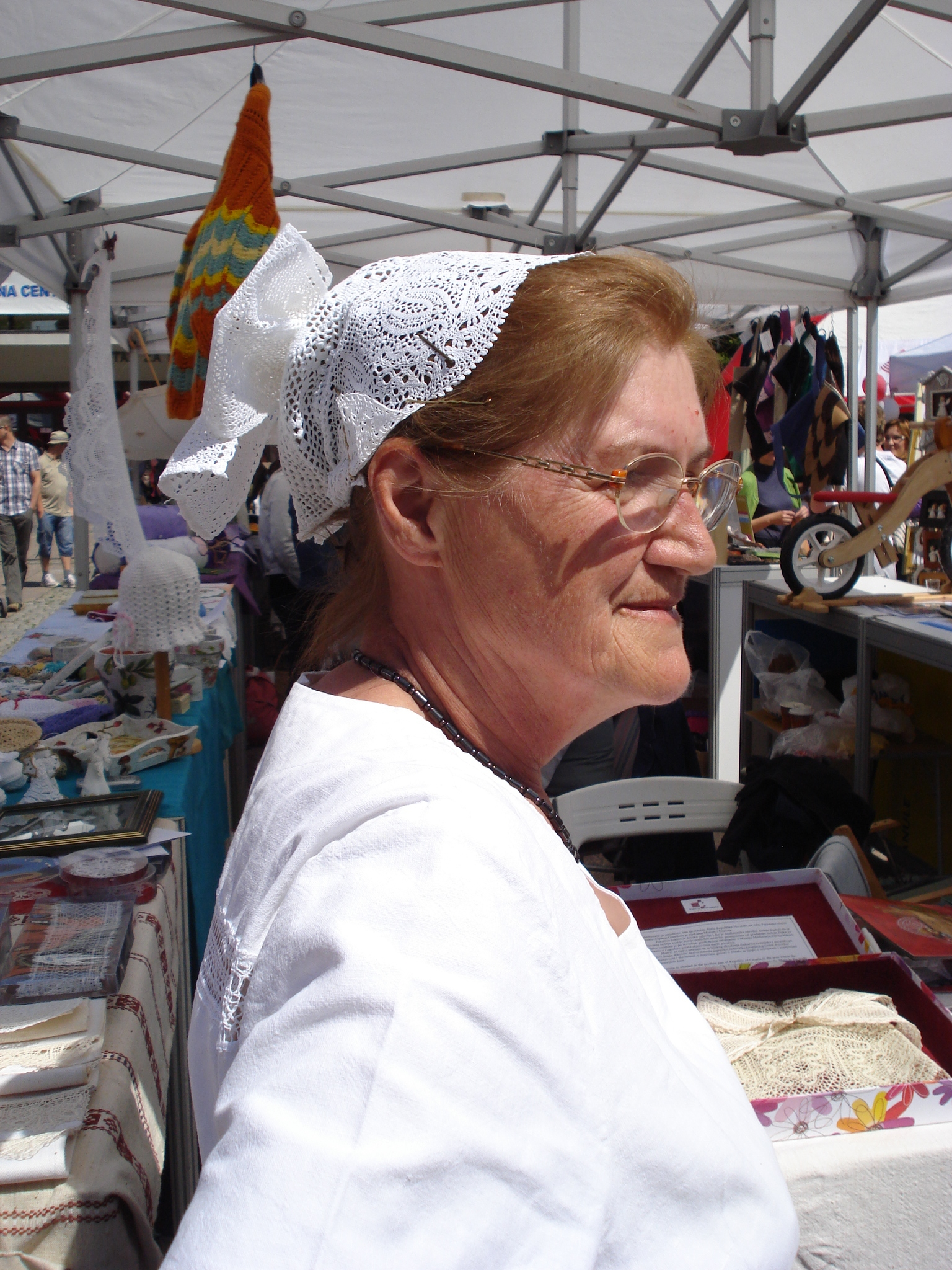
Spitzenhäubchen, Međimurje (Nordwestkroatien)
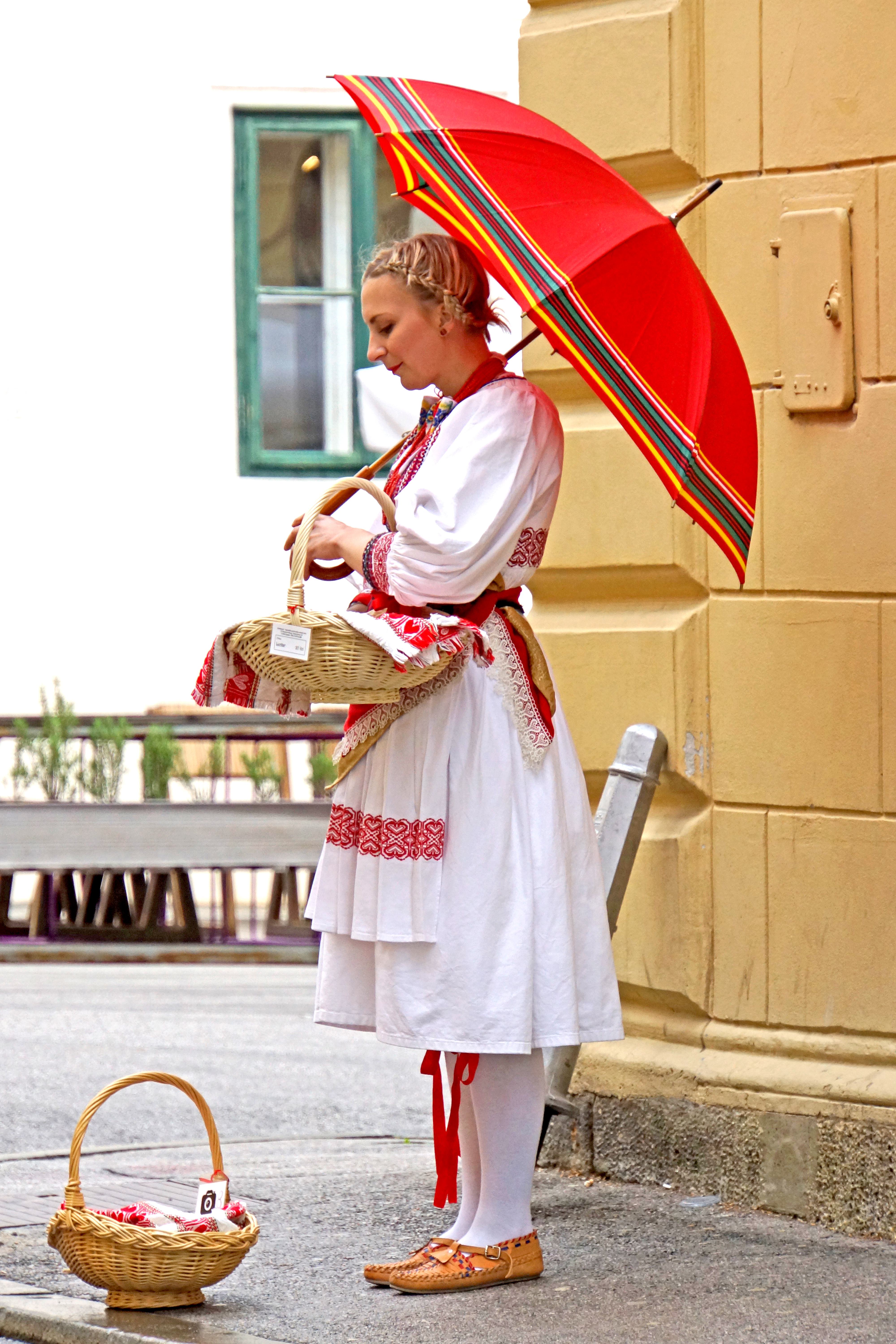
Šestine (Vorort von Zagreb)
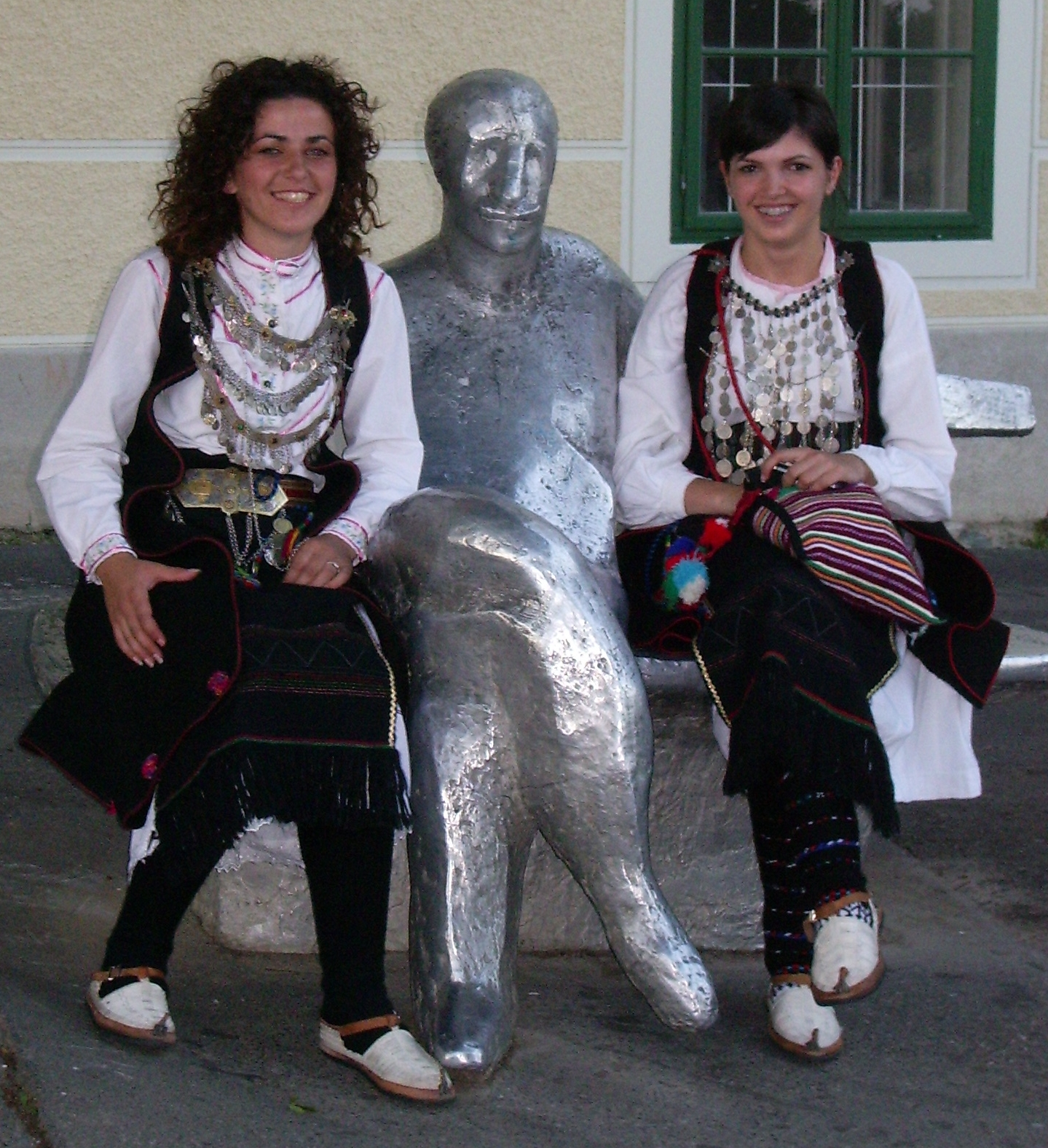
Tomislavgrad (Herzegowina)
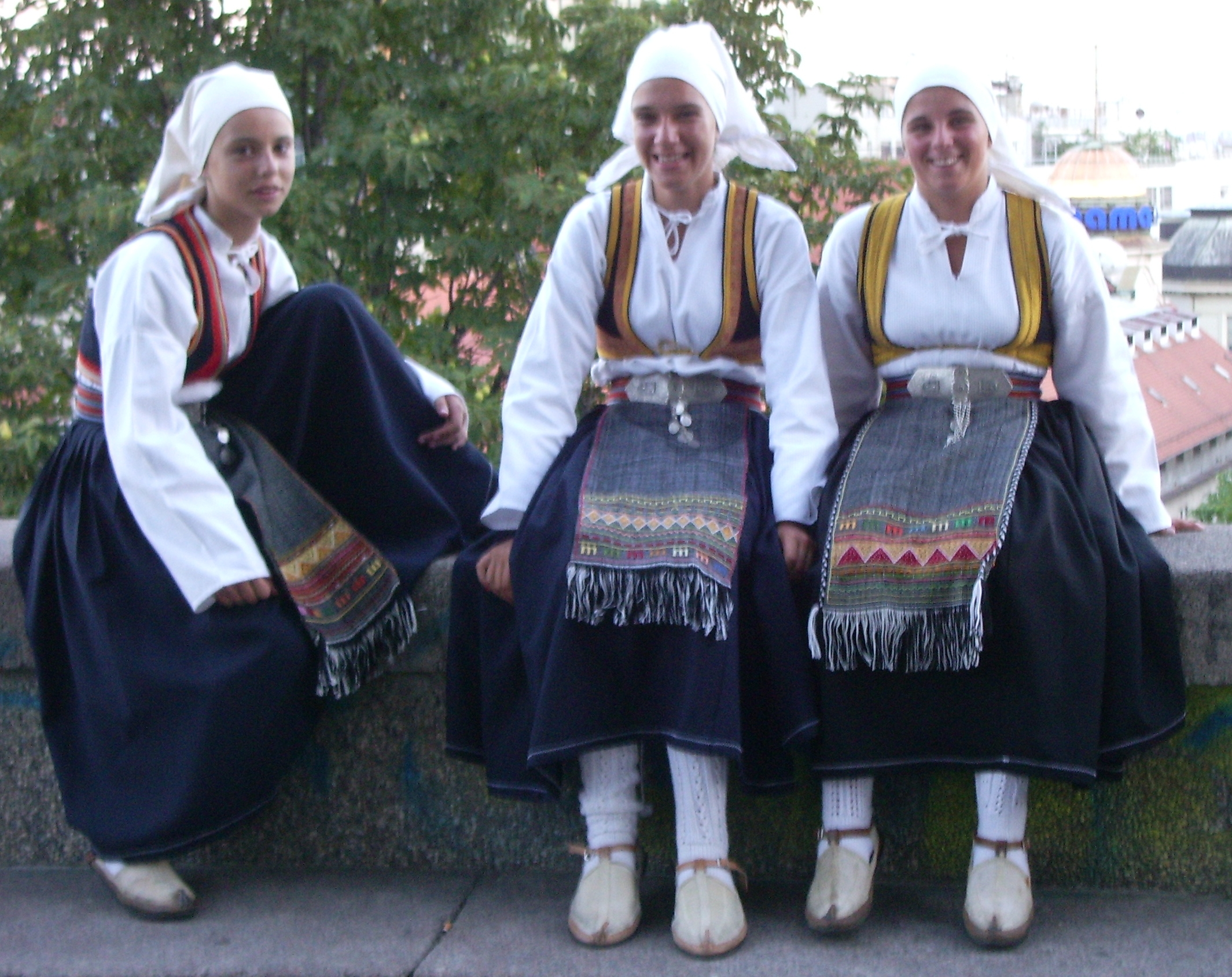
Neum (Herzegowina)